# Västerbottens Mellanbygd
Västerbottens Mellanbygd, (Mellanbygden) är en prenumererad veckoutgiven tidning som utkommer varje onsdag året om. Tidningen riktar sig till människor som bor i Västerbottens kustband mellan Umeå och Skellefteå, den så kallade Mellanbygden, eller de som har intresse av att följa det som händer i området.
Tidningens redaktionell idé är "Genom att vara nyhetsledande på lokala nyheter ska Västerbottens Mellanbygd bidra till identitet, dialog och utveckling i tidningens spridningsområde och därmed ge röst åt möjligheterna med 'livsstil landsbygd'"
Tidningens ambition är: "Västerbottens Mellanbygd ska vara angelägen för alla som bor och verkar inom tidningens spridningsområde liksom hålla drömmen vid liv för alla som vill flytta dit."
Västerbottens Mellanbygd ägs av Tidningar i Norr AB, som också ger ut Västerbottningen (Västerbottens län), Nordsverige, (Ångermanland) och Lokaltidningen (Sorsele, Storuman, Vilhelmina, Åsele, Dorotea och Lycksele).